# Roland Wacker
Roland Wacker (* 31. März 1955 in Stuttgart) ist ein deutscher Jurist. Er war von 1998 bis 2020 Richter am Bundesfinanzhof, seit 1. April 2016 als Vorsitzender Richter.

## Leben und Wirken
Wacker trat nach Abschluss seiner juristischen Ausbildung 1983 in den höheren Dienst der Finanzverwaltung des Landes Baden-Württemberg ein. Seit 1985 war er als Referent im Finanzministerium des Landes Baden-Württemberg tätig. Von 1987 bis 1990 erfolgte eine Abordnung als wissenschaftlicher Mitarbeiter an den Bundesfinanzhof. Wacker ist promoviert.
Seit dem 8. Januar 1998 war Wacker Richter am Bundesfinanzhof und dort bis 2006 dem VIII. Senat zugewiesen, der für die Besteuerung von Personengesellschaften und Einkünften aus Kapitalvermögen zuständig ist. Anschließend gehörte er bis Mai 2011 dem für die Besteuerung von Personengesellschaften zuständigen IV. Senat und seit Juni 2011 dem I. Senat an, der sich vorwiegend mit Verfahren betreffend Internationales Steuerrecht, Körperschaft- und Umwandlungssteuerrecht befasst. Am 1. April 2016 übernahm er den Vorsitz dieses Senats.
Wacker ist mit Ablauf des 31. Dezember 2020 in den Ruhestand getreten. Er ist als Rechtsanwalt in Fellbach zugelassen.
Wacker ist seit vielen Jahren Lehrbeauftragter an der Universität Hohenheim. 2018 wurde er dort zum Honorarprofessor ernannt.